# Schloss Trumau

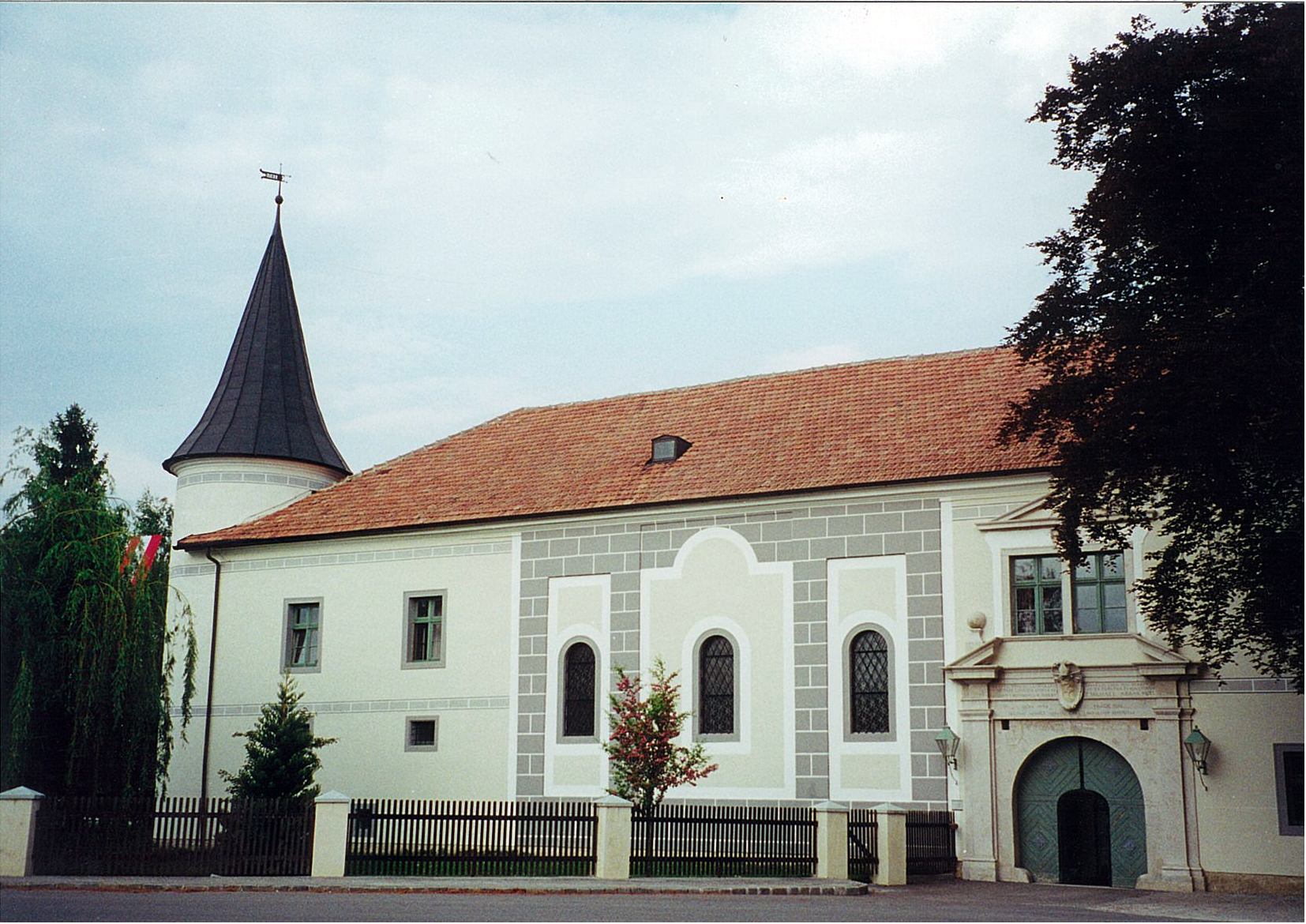
Schloss Trumau

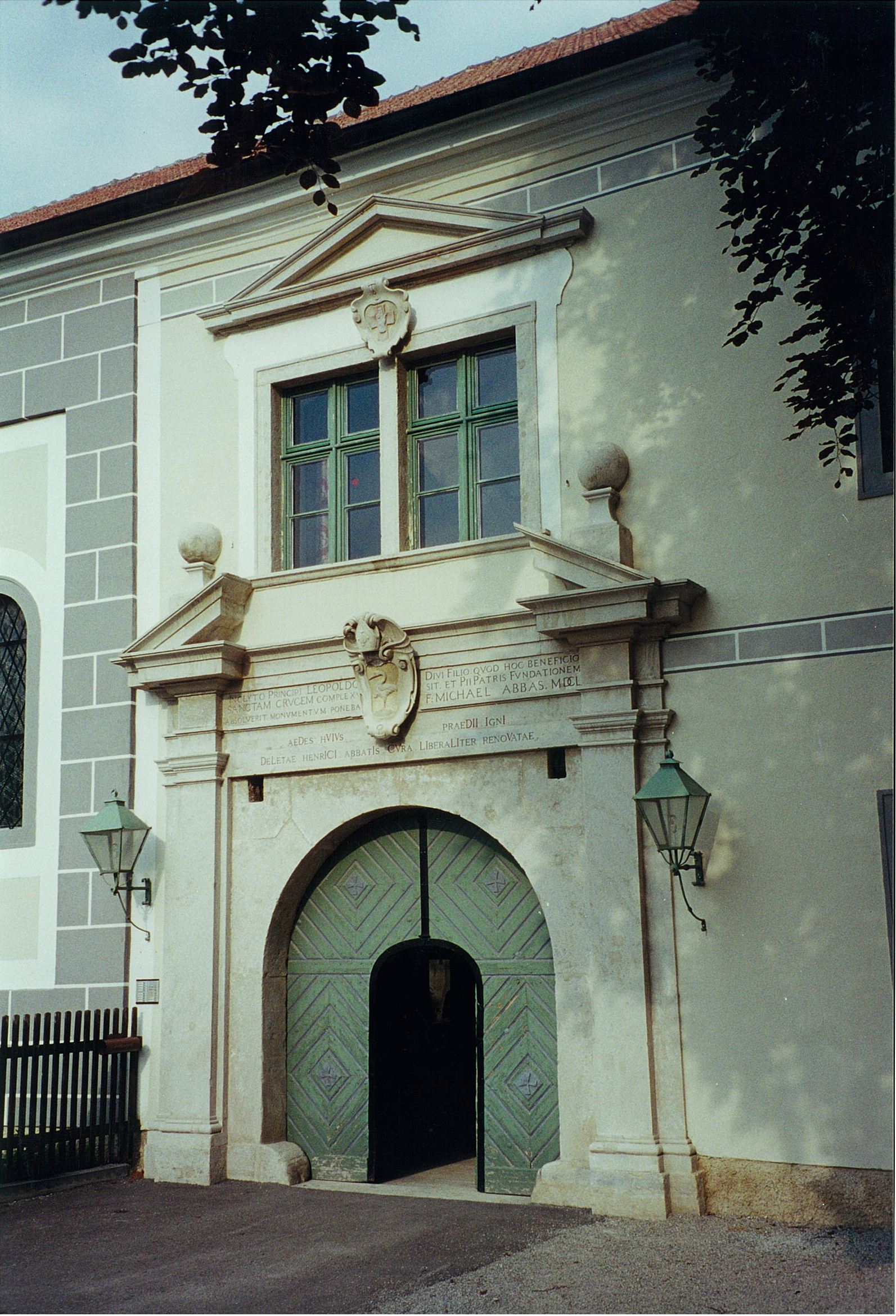
Frühbarockes Portal von 1650, aus Kaiserstein.

Das Schloss Trumau ist ein Wasserschloss in Trumau in Niederösterreich. Es befindet sich von Beginn an mit einigen Unterbrechungen im Besitz des Zisterzienserstiftes Heiligenkreuz.

## Geschichte
Das Gut Trumau wurde zur wirtschaftlichen Absicherung des Stiftes vom Babenberger Markgraf Leopold IV. im Jahr 1138 dem Stift unter Abt Gottschalk geschenkt. Die Zivilbevölkerung wurde nach den Ordensregeln abgesiedelt und die Zisterzienser errichteten eine Grangie, einen befestigten Gutshof. Neben Ackerbau und Weinbau wurde Schafzucht betrieben. Auch eine eigene Mühle war vorhanden.
Erst im Jahr 1462 kam es in den Besitz des Söldnerführers Georg von Pottendorf, der auf der Seite Albrecht VI. gegen dessen Bruder Kaiser Friedrich III. kämpfte. Bereits im Jahr 1468 wurde ihm das Gut aber vom böhmischen Söldnerführer Hinko von Feinfalt abgenommen. Um das Gut entstand auch langsam der Ort Trumau wieder.
Im Jahr 1529 zur Zeit der Ersten Türkenbelagerung existierten sieben Häuser im Ort. Das Gut selbst wurde 1548 zerstört. Nach größeren Auf- und Umbauten wurde das Gebäude unter Gábor Bethlen im Jahr 1621 neuerlich niedergebrannt.
Unter Abt Michael Schnabel wurde 1650 begonnen, das Gut zum Schloss auszubauen. 1667 war der Bau vollendet. Das Schloss diente den Äbten für Sommeraufenthalte. Aber auch von häufigeren Besuchen Kaiser Leopolds I. wird berichtet.
Obwohl es diesmal verhältnismäßig gut befestigt gewesen sein dürfte, wurde es 1683 beim Zweiten Türkeneinfall stark verwüstet. Beim Wiederaufbau wurden Türme niederer als ursprünglich aufgebaut. Auch nach Bränden 1811 und 1880 wurde das Schloss jeweils wiedererrichtet. Im Verhältnis zu früheren Erscheinungen dürfte es aber stark eingebüßt haben.
In der Nachkriegszeit wurde von der sowjetischen Besatzungsmacht in den Jahren 1945 bis 1947 eine Nachrichtenzentrale eingerichtet, wodurch das Gebäude stark litt. Es wurden Zwischenwände niedergerissen. Der Schüttboden wurde als Festsaal benutzt. Dazu wurde die Zwischendecke entfernt. 
Die letzten Restaurierungen fanden in den Jahren 1993 bis 1995 statt. Seit 1999 war ein Museum eingerichtet, das in der Zwischenzeit nicht mehr existiert, wo auch prähistorische Funde gezeigt wurden, die man im Zuge des Baues der Südautobahn fand.
Im Jahr 2009 übersiedelte das Internationale Theologische Institut für Studien zu Ehe und Familie (heute: Katholische Hochschule ITI) in das Schloss. Bis dahin war dieses Institut in der Kartause Gaming beheimatet.

## Bau
Der zweigeschoßige Bau ist nahezu quadratisch. An drei Ecke befinden sich Rundtürme mit Kegeldächern. Der ursprüngliche Wassergraben konnte über eine Zugbrücke überwunden werden.
Der älteste Teil ist der Nordflügel, dessen Erdgeschoß auf den ursprünglichen Bau aus dem 12. Jahrhundert zurückgeht.

In der großzügigen Kapelle befand sich ein Altarbild, das von Johann Michael Rottmayr 1702 gemalt wurde. Dieses wurde jedoch 1945 gestohlen. Ersatz fand man 1950 mit einer Kopie einer Marienkrönung von Martino Altomonte, gemalt durch Alice Rougon. Die Kapelle ist heute byzantinisch (griechisch-katholisch) und wird ökumenisch von der Pfarre Trumau und der griechisch-katholischen Zentralpfarre St. Barbara in Wien betraut. 
Der alte Meierhof von 1638 steht südöstlich des Schlosses. Dieser wurde nach einem Brand im Jahr 1880 wiederhergestellt.
Der Hof ist frei zugängig.